# Oberndorf am Lech
Oberndorf am Lech, Oberndorf a.Lech – miejscowość i gmina w Niemczech, w kraju związkowym Bawaria, w rejencji Szwabia, w regionie Augsburg, w powiecie Donau-Ries. Leży około 10 km na południowy wschód od Donauwörth, nad rzeką Lech.

## Dzielnice
W skład gminy wchodzą następujące dzielnice:
- Oberndorf am Lech
- Eggelstetten
- Flein

## Demografia
| Rok  | Liczba mieszk. |
| ---- | -------------- |
| 1970 | 1 850          |
| 1987 | 1 907          |
| 2000 | 2 312          |

## Polityka
Wójtem gminy jest Hubert Eberle, rada gminy składa się z 14 osób.
|      | DG Eggelstetten | WG | Zieloni | Razem |
| 2008 | 5               | 7  | 2       | 14    |
| 2002 | 5               | 8  | 1       | 14    |

### Współpraca
Miejscowość partnerska:
- Costermano, Włochy

## Oświata
W gminie znajdują się dwa przedszkola oraz szkoła (7 nauczycieli, 117 uczniów).